# 徐英發
徐英发主教（英語：Bishop Leonard Hsu Ying-fa，O.F.M.，1923年2月11日—2003年3月2日），罗马天主教主教，方济各会会士。
1923年2月11日，徐英發於山东省东阿县出生，1952年3月29日晋铎，1990年11月30日教宗若望保禄二世任命为天主教台北总教区辅理主教，1990年11月30日晋牧，2001年5月11日榮休，2003年3月2日逝世于台灣臺北縣新店市，享壽80歲。